# Émeutes de 1999 à Maurice
Les émeutes de 1999 à Maurice désignent une série d'émeutes et affrontements violents survenus en particulier dans le faubourg de Roche Bois à Port-Louis entre le 21 et le 25 février 1999. Elles font suite à la mort suspecte du musicien Kaya dans la cellule de sa prison.

## Déroulé
Dès l'annonce de la mort, les émeutes commencent, d'abord à Roche Bois (le quartier d'origine de Kaya) puis dans tout le pays. Le 22 février, un autre musicien de Roche Bois Berger Agathe est abattu par les forces de l'ordre (alors qu'il était en train de faire des appels au calme).
Des affrontements ont également opposé des personnes de la communauté indo-mauricienne à la communauté créole, donnant un tour ethnique aux émeutes.

## Bilan
Le bilan est finalement de cinq morts, des centaines de blessés, de nombreux pillages de l'évasion de prison de 250 prisonniers.

## Hommage
- Un mémorial situé à Roche Bois sur un rond-point et constitué de deux guitares, rend hommage à Kaya et Berger Agathe[2].